# Riu Deseado
El riu Deseado és un riu que transcorre per la província de Santa Cruz, Argentina.
El riu neix de la fusió de glaceres de la regió del llac Buenos Aires al nord-oest de la província, a la zona andina. Transcorre durant 615 km. abans d'arribar a la costa atlàntica, amb una direcció general sud-est. Durant el seu curs, les seves aigües són utilitzades àmpliament per a la irrigació. Entre els seus tributaris estan el riu Pinturas i el riu Fénix Chico, emissari intermitent del gran llac Buenos Aires.
El riu Deseado desapareix a vegades sota les terres àrides de la Patagònia, per reaparèixer més lluny, abans d'arribar a Puerto Deseado sobre la costa. El seu estuari forma un port natural d'aigües profundes de gran importància biològica declarat Reserva Natural Provincial.